# Steirerstern
Steirerstern ist der siebte Teil der österreichischen Landkrimi-Filmreihe in der Steiermark aus dem Jahr 2022 von Wolfgang Murnberger. Bei dem Film handelt es sich um die Fortsetzung von Steirerblut (2014), Steirerkind (2018), Steirerkreuz (2019), Steirerwut (2020), Steirertod und Steirerrausch (beide 2021). Das Drehbuch von Wolfgang und Maria Murnberger basiert auf dem gleichnamigen Roman von Claudia Rossbacher.
Die Erstausstrahlung im ORF war am 20. September 2022, im Ersten wurde der Film am 24. September 2022 erstmals gezeigt. Auf Flimmit wurde der Film am 13. September 2022 veröffentlicht.

## Handlung
Jana Skoff, Sängerin der Volksmusikgruppe Jana und die Lausbuam und Alex Dorner, Rocksängerin einer Mädchen-Band, sind seit drei Wochen ein Liebespaar. Außerdem verbindet sie das Tonstudio Soundjack des Produzenten Jack Riedl, in dem beide Gruppen ihre jüngsten Musikproduktionen aufgenommen hatten. Nachdem Alex von ihrem Bandmitglied Ella tot im Badehaus aufgefunden wird, geht der Amtsarzt von einer Kohlenstoffmonoxidvergiftung aus. Allerdings finden Sascha Bergmann vom LKA Graz und dessen Kollegin Anni Sulmtaler bald heraus, dass Fremdverschulden und somit Mord vorliegt. Im Abzugsrohr des Ofens, der von außen an das Badehaus angebracht ist, wurde ein Handtuch gefunden, das den Abzug verstopft hatte.
Die Ermittler befragen die Verdächtigen, darunter der ehemalige Heizungstechniker Fredi, der in der Tatnacht von Ella in der Nähe des Badehauses gesehen wurde. Auch Hubert Skoff, der Ehemann von Jana, der wie ihr Bruder Dominik Wachter, ebenfalls Mitglied der „Lausbuam“ ist, hätte ein Tatmotiv. Zum einen Eifersucht, aber auch berufliche Gründe, denn Jana wollte sich musikalisch verändern und künftig gemeinsam mit Alex und deren Band auftreten, was das Ende der „Lausbuam“ bedeutet hätte. Das missfällt auch dem Produzenten Jack Riedl und er droht Jana und ihrer Mutter, falls sie tatsächlich bei den „Lausbuam“ aussteigen sollte, seinen Vorschuss zurückzufordern. Janas Eltern, Lorenz und Josefine Wachter, war ihre Beziehung zu Alex ein Dorn im Auge, auch weil sie den Erfolg der „Lausbuam“ gefährdet sahen. Sowohl Dominik Wachter und Hubert Skoff haben kein Alibi für die Tatzeit, beide haben aufgrund des drohenden Endes der „Lausbuam“ und damit verbundener finanzieller Probleme ein Mordmotiv. Aufgrund der früheren Beziehung zwischen Alex und Bandmitglied Luca Karall, hätte auch sie ein Tatmotiv. Zudem hatte sie Alex vor drei Jahren das Leben gerettet, sodass sie denken könnte, es ihr deshalb auch wieder nehmen zu können, nachdem sie es ihr zuvor „geschenkt“ hatte. Auch Jana verdächtigt Luca, Alex aus Eifersucht ermordet zu haben und sperrt sie deshalb im Keller ein, um sie zum Reden zu bringen. Allerdings gibt Luca an, nichts mit dem Tod von Alex zu tun zu haben. Janas Vater bietet Luca daraufhin Geld an, damit sie wegen des Freiheitsentzugs durch Jana nicht zur Polizei geht. 
Auf dem Tonaufnahmegerät im Badehaus, das Alex in der Tatnacht bei ihren internen Gesangsproben laufen hatte, findet Anni Sulmtaler einen wichtigen Hinweis. Offensichtlich hat Alex in der Nacht Besuch erhalten, den sie mit den Worten: Ach, das ist ja eine Überraschung begrüßte. Außerdem stellt sie, beim Abgleich der Fotos vom Tatort, eine unterschiedliche Anzahl von Kisten mit Brennholz vor dem Badehaus fest. Von Luca Karall erfahren die Ermittler, dass sie in der Mordnacht das Auto von Dominik Wachter beim Badehaus gesehen hätte. Allerdings hatte nicht er, sondern dessen Vater Lorenz mit dem Auto von Dominik in der Mordnacht eine Kiste mit Brennholz an Alex geliefert. Er gibt an, dass er nur mit Alex reden wollte, damit sie Jana in Ruhe lassen sollte. Da sie aber uneinsichtig blieb, hätte er die Zugluft des Ofens gedrosselt als Alex kurz in den Nebenraum ging und beim Weggehen den Abzug mit einem Handtuch verstopft. Lorenz Wachter wird wegen Mordes an Alex Dorner festgenommen.

## Produktion und Hintergrund
Die Dreharbeiten fanden vom 31. August bis zum 28. September 2021 statt, gedreht wurde in der Steiermark. Produziert wurde der Film von der Allegro Film (Produzenten Helmut Grasser und Gabi Stefansich), beteiligt waren der Österreichische Rundfunk und die ARD (Degeto Film), unterstützt wurde die Produktion vom Fernsehfonds Austria und Cinestyria Filmcommission and Funds.
Die Kamera führte Peter von Haller, die Montage verantwortete Julia Drack und das Casting Nicole Schmied. Das Kostümbild gestaltete Monika Buttinger, das Szenenbild Maria Gruber, den Ton Dietmar Zuson und das Maskenbild Helene Lang.
Schauspielerin Eva Herzig, die in früheren Folgen die Rolle der Eva Merz von der Spurensicherung verkörperte und sich kritisch über Corona-Impfungen äußerte, ist in den 2021 gedrehten Folgen Steirerstern und Steirergeld nicht mehr dabei.

## Rezeption
Volker Bergmeister vergab auf tittelbach.tv vier von sechs Sternen, der siebente Film der Steirerkrimi-Reihe sei vortrefflich besetzt und biete spannende Unterhaltung mit einem Schuss Humor.
Wilfried Geldner (teleschau/Weser Kurier) bezeichnete diesen Landkrimi als „saugut, großartig und unschlagbar“. Bei dem Klischee-affinen Stoff werde nie der Holzhammer eingesetzt, und die sublime Personenregie funktioniere nicht zuletzt dank der Austro-Identität trotz des Abgangs mehrerer Corona-Impfgegner unter den Darstellern (Miriam Stein, Eva Herzig) in aller Öffentlichkeit. Wolfgang Murnberger habe das alles mit leichter Hand inszeniert. Umwerfend beispielsweise, wenn gleich zu Beginn eine fahrbare Rasenfläche vor Bergpanorama über eine Wiese gezogen wird.
Oliver Alexander dagegen meinte auf Quotenmeter.de, dass nur selten Spannung aufkomme, dafür seien die eingebauten Wendungen viel zu vorhersehbar. Dabei hätte diesem Film ein bisschen mehr Lebensnähe ganz gut getan, allem voran im Hinblick auf die Frage ob die Schlagerwelt auch heute noch so rückständig sei, wie sie es früher wahrscheinlich war.
Harald Keller schrieb in der Frankfurter Rundschau, dass originelle Inszenierungseinfälle diesen ARD-Krimi von schlichteren Regionalkrimis abhebe. Die Musik passe, anders als in so vielen Fernsehfilmen, genau zu den Milieus, Dialoge seien trocken, das Wesen der Figuren sei gut beobachtet. Nur Fredi komme als schwitzender und augenrollender Sonderling arg überzeichnet daher.
Oliver Armknecht vergab auf film-rezensionen.de fünf von zehn Sternen, Steirerstern sei ein weiterer durchschnittlicher Film aus der Landkrimi-Reihe. Hin und wieder sei zwar mal ein amüsanter Moment dabei, man sollte sich in der Hinsicht aber nicht viel erwarten. Gleiches gelte für den eigentlichen Krimi, der sogar recht öde sei.
Quote
Die Erstausstrahlung im ORF am 20. September 2022 hatte mit 715.000 Zusehern einen Marktanteil von 25 Prozent. Am 24. September 2022 wurde Steirerstern im Ersten gezeigt, dabei sahen 5,05 Millionen Fernsehzuschauer zu, der Marktanteil betrug 20,9 Prozent.